# Hippodrome de Marianne
L'Hippodrome de Marianne est un hippodrome français situé sur la commune de  Grenade dans la Haute-Garonne à 25 km au nord-nord-ouest de Toulouse. 

## Infrastructures
L'hippodrome de Marianne est constitué :
- d'une piste de plat en sable (corde à gauche) de 1 175 m de longueur et large de 20 m (cat.3) et
- d'une piste de trot cendrée de 1 175 m de longueur et large de 20 m[1] (cat.1) ; piste homologuée (avec départ aux élastiques).

Les tribunes comptent 1 500 places assises.